# Vtiger CRM
Vtiger CRM és una aplicació web per a la gestió de les relacions amb els clients (en anglès, Costumer Relationship Management, CRM) que ofereix l'empresa Vtiger. Va néixer com un fork de la versió 1.0 del SugarCRM el 30 de desembre del 2004 amb la pretensió de ser una aplicació de codi obert mantenint les funcionalitats de SugarCRM i comparable a Salesforce.com.
Hi ha dues versions: una gratuïta de codi obert i una altra que l'empresa propietària, Vtiger, ofereix com a SaaS (Programari com a servei). La versió gratuïta té funcionalitats que són de pagament a la majoria d'aplicacions similars, com informes, portal del client o les extensions d'enllaç amb Microsoft Outlook i Mozilla Thunderbird. La versió Saas es va publicar l'any 2010 i ofereix funcionalitats afegides com una nova interfície, informes avançats i campanyes de màrqueting per correu electrònic. En l'actualitat, totes dues ofereixen funcionalitats molt similars.